# Ullevi
Ullevi, Ullevi Stadion, under byggtiden Nya Ullevi, är en multiarena i Göteborg. Den används för fotboll, friidrott och konserter.

## Historik
Sverige arrangerade Världsmästerskapet i fotboll 1958, och för det behövdes några nya arenor, bland annat i Göteborg. Göteborgs stadsfullmäktige beslutade den 17 november 1955, med rösterna 36 för och 16 emot, att de förberedande arbetena för ett arenabygge skulle påbörjas och anslog 1,5 miljoner kronor till detta. Först den 14 juni 1956 tog stadsfullmäktige det formella beslutet att arenan skulle uppföras, med röstsiffrorna 38 för och 12 emot. Samtidigt anslogs ytterligare 18,3 miljoner kronor, utöver de tidigare 1,5 miljoner, för schakt och dränering. En allmän arkitekttävling 1954 resulterade i att arkitektkontoret Jaenecke & Samuelson fick det prestigefyllda uppdraget att rita Nya Ullevi. Namnet Ullevi betyder ungefär ”Ulls egendom eller tempel” och härstammar från Ull, ”spelens och lekens gud” i den fornnordiska mytologin.

### Arkitektur
På våren 1957 blev byggnadstillståndet färdigt. Under maj månad samma år påbörjades uppförandet av de 53 meter höga stålskeletten till pylonerna, och på våren 1958 stod anläggningen färdig till en byggkostnad av 30 miljoner kronor (327 miljoner kronor i 2007 års penningvärde). Huvudentreprenör var Siab/Svenska Industribyggen AB. Tävlingsförslaget var en bearbetning av de tidiga skisserna till Malmö Stadion, båda utformade av Fritz Jaenecke. I likhet med arenan i Malmö fick Ullevi en dynamisk, skulptural och organisk form. Till skillnad från öppenheten i Malmö är Ullevi dock en helt sluten "idrottsborg" och den skiljer sig också genom sin storlek och monumentalitet. Arenan rymde ursprungligen 53 000 åskådare - varav 22 000 sittplatser, där hälften var under tak samt 31 000 ståplatser, där 11 000 ståplatser och lika många sittplatser var under tak - och var avsedd för såväl fotboll som friidrott, speedway och skridskoåkning. En bekräftelse för arkitektkontoret på Ullevis utformning var Helsingfors Olympiastadion: "Bekräftelse på vår uppfattning fick vi av ett fotografi från Helsingfors olympiastadion, då detta var till hälften fyllt med folk, som fått inta valfria platser. Folkmassan täckte då en yta, som i princip utgjorde den planform, vi givit nya Ullevi. Att denna fullt naturligt givna form kunde utnyttjas till att ge anläggningen dess spänstigt dynamiska arkitektur, var en lycklig omständighet, som vi tacksamt tillvaratog."
På ömse sidor om entrén till press- och hedersläktaren inrättades stora affärs- och utställningslokaler, med en sammanlagd golvyta av 1 600 kvadratmeter.

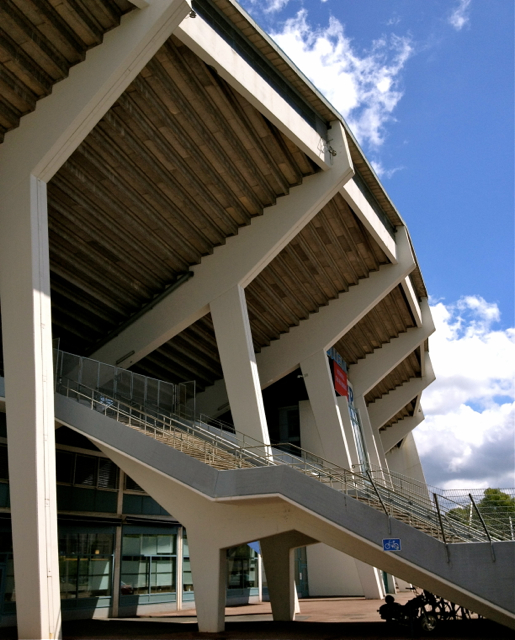
Ullevi
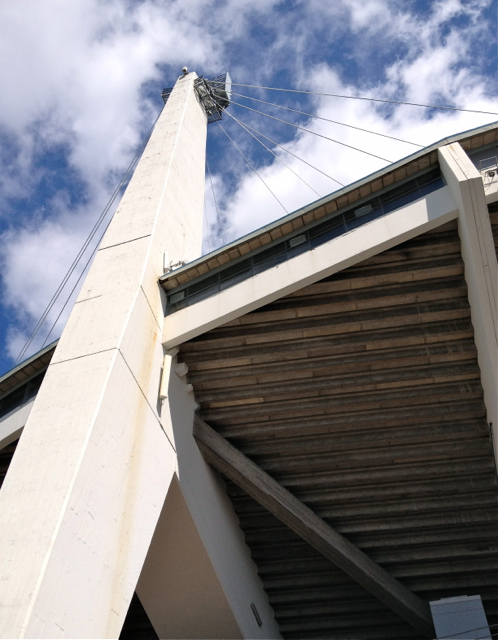
Ullevi
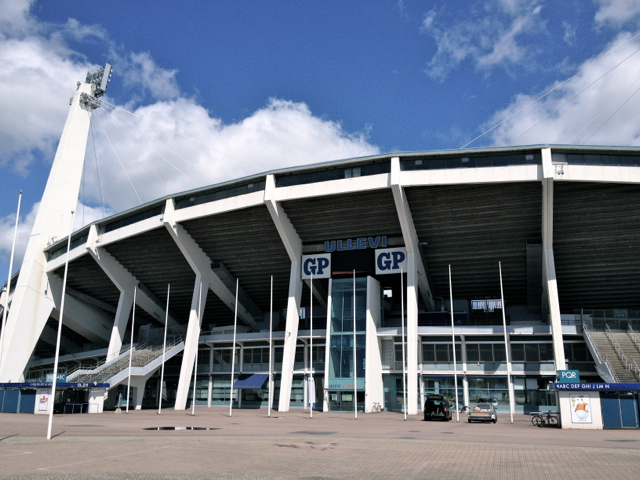
Ullevi sedd från Sven Rydells plats
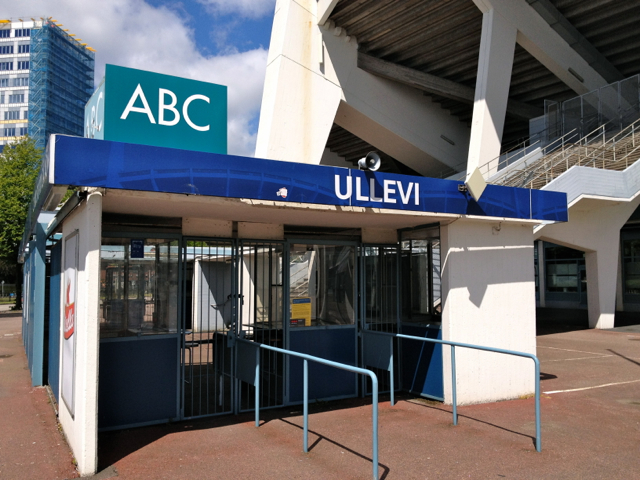
En av Ullevis entréer.
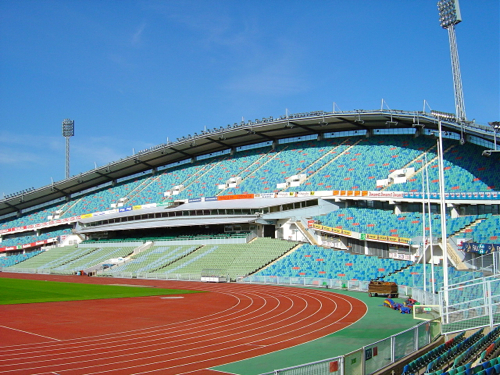
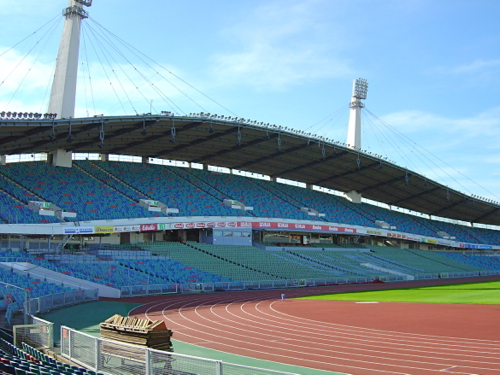
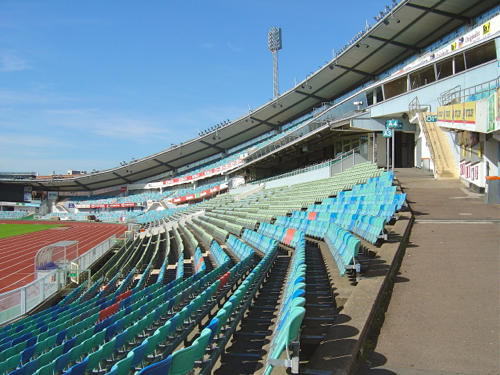
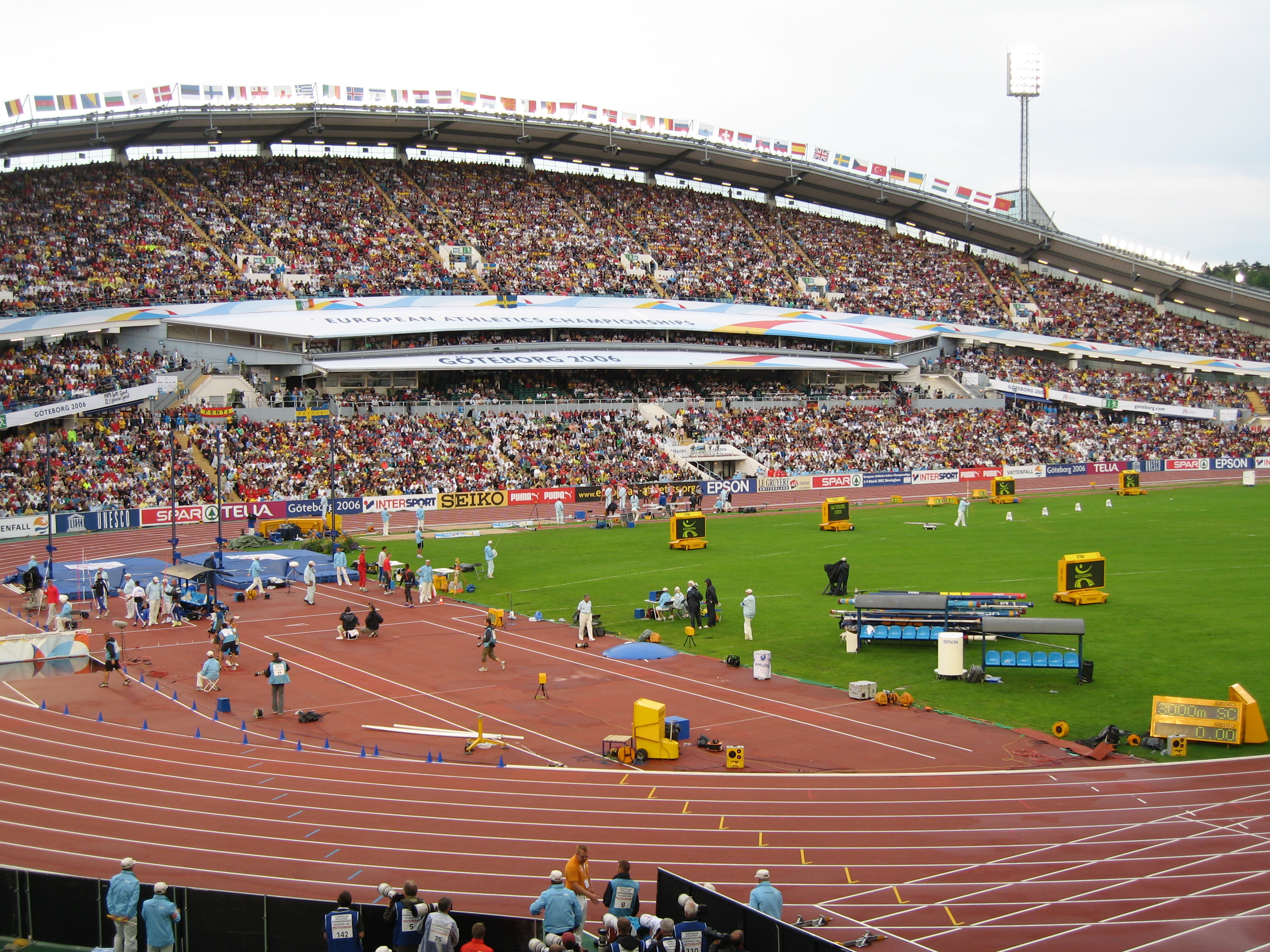

### Konstruktion
Anläggningens konstruktion var för sin tid avancerad och väckte uppmärksamhet i utlandet. För konstruktionen stod Werméns Ingenjörsbyrå och Siab. Byggherre var Göteborgs stad, och huvudentreprenör var SIAB. Entreprenör för pålning och grundkonstruktion var Nya Asfalt AB samt Byggnadsfirman Karl Sandberg. Utformningen var främst gjord för att åstadkomma den bästa sikten för publiken, detta genom att läktarna gjorts bredare och högre vid långsidorna och smalare vid kortsidorna. Siktskymmande stödben har också undvikits genom att taket över huvudläktaren var upphängt med stållinor i två stycken, 53 meter höga betongpyloner. Pylonen har gjorts ihålig dels för all minska vikten, dels för att få kommunikation till pylonloppen. Den är därför att betrakta som en lådsektion, där pylonramen väger cirka 1 800 ton. Strax ovan överramen har den sin största sektionsarea med 3,5 x 5,5 kvadratmeter.
Läktaruppbyggnaden över mark, hade en stomme av 46 radiellt riktade betongramar, varav den största var 26 meter hög. På ramarna vilade prefabricerade gradinbalkar av strängbetong med en största spännvidd av 15 meter. Takkonstruktionen var av stålbalkar, täckta med lättbetongplattor, och hade en bredd från 9 till 30 meter. Ullevi var grundat med 52 000 meter pålar av betong och stål i längder som varierade mellan 6 och 67 meter. De längsta så kallade "Herkulespålar", drevs ned av Nya Asfalt AB, varefter Byggnadsfirman Karl Sandberg göt pålplintarna. Läktarna vilar på sammanlagt 46 armerade betongramar. Gradängerna till de övre läktarsektionerna är fabrikstillverkade med spännvidder upp till 14,5 meter. De tillverkades av A/S Skandinavisk Spaendbeton i Köpenhamn. A-Betong prefabricerade de 13 ton tunga bakbalkarna i läktarens övre del. Läktarnas nedre sektioner var gjutna direkt på platsen. Läktartaket bestod av takpappstäckta Siporexplattor, vilande på en stålkonstrukion. Taket till huvudläktaren är upphängt i de två pylonerna med hjälp av cirka 57 millimeter grova stållinor. Ett system av dragband och tryckstänger fördelade belastningen från det cirka 4 000 kvadratmeter stora taket. De mindre läktarnas tak vilar på fribärande konsoler. Under monteringen bars taket upp av provisoriska pelare.
Från de båda pylonerna och två stycken belysningsmaster fick Ullevi under mörker sin belysning från 136 strålkastare, med en sammanlagd ljusstyrka av 228 000 watt. För att minska tiden i säsongskiftet vinter—sommar, då Ullevi hade världens första 400 meter långa konstfrusna skrinnarbana, fick bollplanens gräsmatta ett nät av elvärmekablar som låg på ett djup av 20 cm under ytan. Beslutet om konstisbanan togs av stadsfullmäktige den 12 juni 1958, med röstsiffrorna 29 mot 23. På Sven Låftmans förslag beslöt Internationella skridskounionen att förlägga Europamästerskapet i skrinning för herrar till Ullevi 31 januari – 1 februari 1959. Invigningen av konstisbanorna skedde den 4 januari 1959, och två dagar senare mötte svenska ishockeylandslaget Wembley Lions inför 18 365 åskådare, vilket var nytt svenskt publikrekord för skridskosport.
Den första hyresgästen att flytta in på Ullevi, var idrottsförvaltningen den 12 maj 1958, efter att ha bott i ett provisorium på Södra vägen där Idrottens hus senare låg.
Besökare nummer 10 miljoner på Ullevi blev den 7 maj 1977 Göte Kärnsby.

### Invigningen

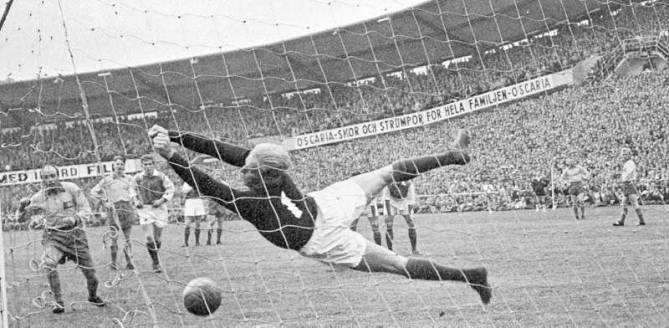
Den 29 maj 1958 spelades första matchen: Svenska landslaget mot Alliansklubbarna. På bilden slår Gunnar Gren en straff som blev första målet på Ullevi. Ronald Johansson räddade i detta läge men Gren slog in returen.

Invigningen av Ullevi skedde den 29 maj 1958 klockan 18.15 av Riksidrottsförbundets vice ordförande Bo Ekelund. Klockan 17.00 hade portarna öppnats för publiken, gymnastikuppvisning hölls och 18.45 startade fotbollsmatchen mellan svenska landslaget och Göteborgs stadslag. Matchen slutade 2-2, och första målet på den nya arenan gjordes av Gunnar Gren på en straffretur från stadslagets målvakt Ronald Johansson. Bror Mellberg från AIK gjorde avspark i matchen till Rune Börjesson från ÖIS. Åskådarantalet var 49 493 stycken..
I samband med invigningen valdes även en "Miss Ullevi," som vanns av Margareth Dahlstrand från Hisingen.

### Området
Ullevi är byggt på det område som kallades Levgrens äng (1836; efter Anders Georg Levgren på Stora Katrinelund), som var en del av Ranängarna. Tidigare kallades området för Tegelbruksängen, och det var där holländaren, doktor Pieter á Naaldwyck i början på 1620-talet anlade ett tegelbruk. Tegelbruket såldes redan 1629 till Göteborgs stad, och först kring år 1850 upphörde denna verksamhet.
Innan en ny idrottsarena fördes på tal diskuterades det på 1930-talet om att flytta Göteborgs Centralstation hit för att redan då bygga bort den än idag existerande säckstationen vid Drottningtorget. Det var den omedelbara närheten till Boråsbanan och Västkustbanan som föranledde spekulationerna om att knyta ihop även Bohusbanan och Västra stambanan på denna plats.
En 2,4 meter hög staty i brons av Ingemar Johansson, skapad av Peter Linde och kallad ”Ingo - the Champ”, avtäcktes den 17 september 2011, strax nordväst om Ullevi. Linde hade fått uppdraget 2009, och statyn göts hos Herman Bergmans konstgjuteri i Stockholm.

## Evenemang
I fotbolls-VM 1958 spelades bland annat den klassiska semifinalen mellan Sverige och Västtyskland och senare bronsmatchen här. Finalen i Europamästerskapet i fotboll 1992 spelades även här. Ullevi hade världens första konstfrusna skrinnarbana. Den 6 januari 1959 invigdes Ullevis konstfrusna ishockeybana samt träningsrink. Träningsrinken som låg utanför Ullevi var även tänkt att användas som  tennisbana samt basketplan. Dessa kom att användas fram till Frölundaborgs isstadion öppnades 1967. Premiär för fotboll i elljus var det den 20 augusti 1959, då ÖIS mötte IFK. Matchen slutade 1-0 efter mål av Agne Simonsson i 13:e minuten.

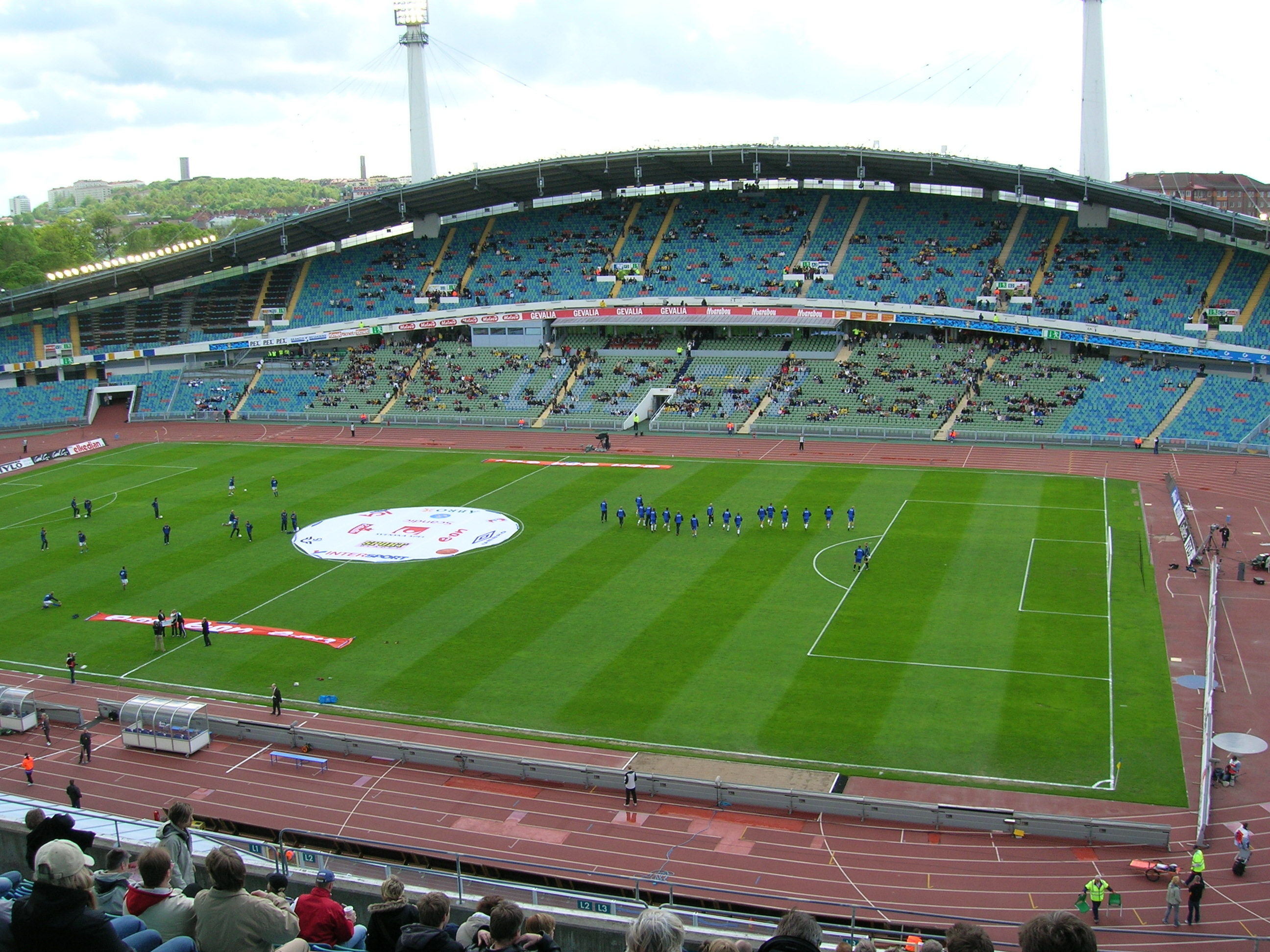
Ullevi.

År 1958 inräknades från invigningen den 29 maj och till årets slut 801 276 åskådare. Året därefter var siffrorna 904 688 åskådare, detta trots att första vårmatcherna i allsvenska serien detta år var förlagda till gamla Ullevi.
Ullevi var hemmaplan för IFK Göteborg, Gais och ÖIS fram till 1992 då de tre lagen åter började spela på Gamla Ullevi.
Under perioden 1990-1995 hade arenan en kapacitet på 38 000, med endast sittplatser på grund av internationella regler för fotbollsarenor. Inför VM i friidrott 1995 blev Ullevi utbyggd av Sten Samuelson och Curt Lignell och fick en utformning enligt Fritz Jaeneckes ursprungliga intentioner.
Arenan används för internationella idrottsmästerskap, stora musikgalor och sport- och showupplevelser. Ullevi har efter ombyggnaden en publikkapacitet på 43 200 åskådare. Vid musikgalor var kapaciteten cirka 60 000 platser, varav 25 000 ståplatser på planen.
Den 28 december 2009 blev Ullevi åter en ishockeyarena då Frölunda HC mötte Färjestads BK inför 31 144 åskådare och därmed satte nytt svenskt publikrekord för ishockey.

## Till- och ombyggnader
I samband med två musikkonserter 1985 med Bruce Springsteen sattes arenan i självsvängning, med risk för att hela bygget skulle kunna skadas. Ullevis konstruktion, med en arena som vilade på göteborgsk lera, var en bidragande orsak. Därefter skedde en ombyggnad där de stödjande fundamenten (betongpelare) kom att drivas ner i urberget, för att i framtiden göra något liknande omöjligt.
I det nordiska försöket att få EM 2004 var det planerat att utvidga Ullevis publikkapacitet till 70 000 platser och spela finalen här. Vintern 2011 påbörjades en ombyggnad så att Ullevi skulle bli Nordens största konsertarena med en publikkapacitet på 75 000. Ombyggnaden var klar 2012. Ullevi "återinvigdes" juni 2012 i samband med två konserter med Bruce Springsteen, där han genom två gånger 66 000 åhörare slog sitt eget konsertrekord från 1985.

## Publikrekord

### Musikevenemang
Uppdaterad: 18 juni 2025 (För konserter i Göteborg 1986-1990, se Eriksberg)
| Nr | Datum           | Artist                                | Publik | Källa  |
| -- | --------------- | ------------------------------------- | ------ | ------ |
| 1  | 7 juni 2025     | Håkan Hellström                       | 73 781 | [ 29 ] |
| 2  | 13 juni 2025    | Håkan Hellström                       | 73 378 | [ 30 ] |
| 3  | 6 juni 2025     | Håkan Hellström                       | 73 162 | [ 31 ] |
| 4  | 27 augusti 2022 | Håkan Hellström                       | 71 977 | [ 32 ] |
| 5  | 5 juni 2016     | Håkan Hellström                       | 70 144 | [ 33 ] |
| 6  | 26 augusti 2022 | Håkan Hellström                       | 70 109 | [ 34 ] |
| 7  | 4 juni 2016     | Håkan Hellström                       | 70 091 | [ 35 ] |
| 8  | 20 augusti 2022 | Håkan Hellström                       | 69 860 | [ 36 ] |
| 9  | 7 juni 2014     | Håkan Hellström                       | 69 349 | [ 37 ] |
| 10 | 19 augusti 2022 | Håkan Hellström                       | 68 234 | [ 38 ] |
| 11 | 10 augusti 2022 | Ed Sheeran                            | 67 383 | [ 39 ] |
| 12 | 12 juli 2023    | Coldplay                              | 66 611 | [ 40 ] |
| 13 | 11 juli 2023    | Coldplay                              | 66 609 | [ 40 ] |
| 14 | 9 juli 2023     | Coldplay                              | 66 605 | [ 40 ] |
| 15 | 28 juli 2012    | Bruce Springsteen & The E Street Band | 66 561 | [ 41 ] |
| 16 | 8 juli 2023     | Coldplay                              | 66 553 | [ 40 ] |
| 17 | 26 juni 2017    | Coldplay                              | 66 249 | [ 42 ] |
| 18 | 27 juli 2012    | Bruce Springsteen & The E Street Band | 66 018 | [ 41 ] |
| 19 | 25 juni 2017    | Coldplay                              | 65 427 | [ 43 ] |
| 20 | 28 juni 2023    | Bruce Springsteen & The E Street Band | 65 158 | [ 40 ] |
| 21 | 29 juli 2017    | Håkan Hellström                       | 65 000 | [ 44 ] |
| 22 | 23 juli 2016    | Bruce Springsteen & The E Street Band | 64 959 | [ 45 ] |
| 23 | 24 juni 2023    | Bruce Springsteen & The E Street Band | 64 425 | [ 46 ] |
| 24 | 8 juni 1985     | Bruce Springsteen & The E Street Band | 64 312 | [ 47 ] |
| 25 | 21 juli 2018    | Guns N' Roses                         | 64 289 | [ 48 ] |
| 26 | 9 juli 2019     | Metallica                             | 64 050 | [ 49 ] |
| 27 | 28 juli 2017    | Håkan Hellström                       | 63 788 | [ 50 ] |
| 28 | 26 juni 2023    | Bruce Springsteen & The E Street Band | 63 772 | [ 40 ] |
| 29 | 10 juli 2018    | Ed Sheeran                            | 63 500 | [ 51 ] |
| 30 | 11 juli 2018    | Ed Sheeran                            | 63 500 | [ 52 ] |
| 31 | 22 augusti 2015 | Metallica                             | 63 036 | [ 53 ] |
| 32 | 27 juni 2016    | Bruce Springsteen & The E Street Band | 62 701 | [ 54 ] |
| 33 | 25 juni 2016    | Bruce Springsteen & The E Street Band | 62 676 | [ 55 ] |
| 34 | 9 juni 1985     | Bruce Springsteen & The E Street Band | 62 544 | [ 47 ] |
| 35 | 22 juli 2022    | Iron Maiden                           | 61 867 | [ 56 ] |
| 36 | 20 juli 2013    | Robbie Williams                       | 61 449 | [ 47 ] |
| 37 | 11 juni 1983    | David Bowie                           | 61 206 | [ 47 ] |
| 38 | 1 augusti 2009  | U2                                    | 60 099 | [ 47 ] |
| 39 | 30 juli 2022    | Rammstein                             | 59 763 | [ 57 ] |
| 40 | 9 augusti 2009  | Madonna                               | 59 600 | [ 47 ] |
| 41 | 8 augusti 2009  | Madonna                               | 59 400 | [ 47 ] |
| 42 | 7 augusti 2004  | Gyllene Tider                         | 58 977 | [ 47 ] |
| 43 | 12 juni 1983    | David Bowie                           | 58 914 | [ 47 ] |
| 44 | 5 juli 2008     | Bruce Springsteen & The E Street Band | 58 620 | [ 47 ] |
| 45 | 16 juni 2023    | Metallica                             | 58 537 |        |
| 46 | 29 juli 2005    | U2                                    | 58 478 | [ 47 ] |
| 47 | 29 juli 2022    | Rammstein                             | 58 372 | [ 58 ] |
| 48 | 22 juni 2003    | Bruce Springsteen & The E Street Band | 58 310 | [ 47 ] |
| 49 | 4 juli 2008     | Bruce Springsteen & The E Street Band | 57 942 | [ 47 ] |
| 50 | 31 juli 2009    | U2                                    | 57 887 | [ 47 ] |
| 51 | 31 juli 1998    | Rolling Stones                        | 57 662 | [ 47 ] |
| 52 | 21 juni 2003    | Bruce Springsteen & The E Street Band | 57 441 | [ 47 ] |
| 53 | 18 juni 2023    | Metallica                             | 57 430 |        |
| 54 | 2 juli 2006     | Robbie Williams                       | 57 245 | [ 47 ] |
| 55 | 21 juni 2009    | AC/DC                                 | 57 205 |        |
| 56 | 1 juli 2006     | Robbie Williams                       | 56 967 |        |
| 57 | 3 augusti 2007  | Rolling Stones                        | 56 821 |        |
| 58 | 19 juni 1982    | Rolling Stones                        | 56 610 |        |
| 59 | 1 juli 2011     | Iron Maiden                           | 56 245 |        |
| 60 | 26 juli 2008    | Iron Maiden                           | 56 132 |        |

### Idrott

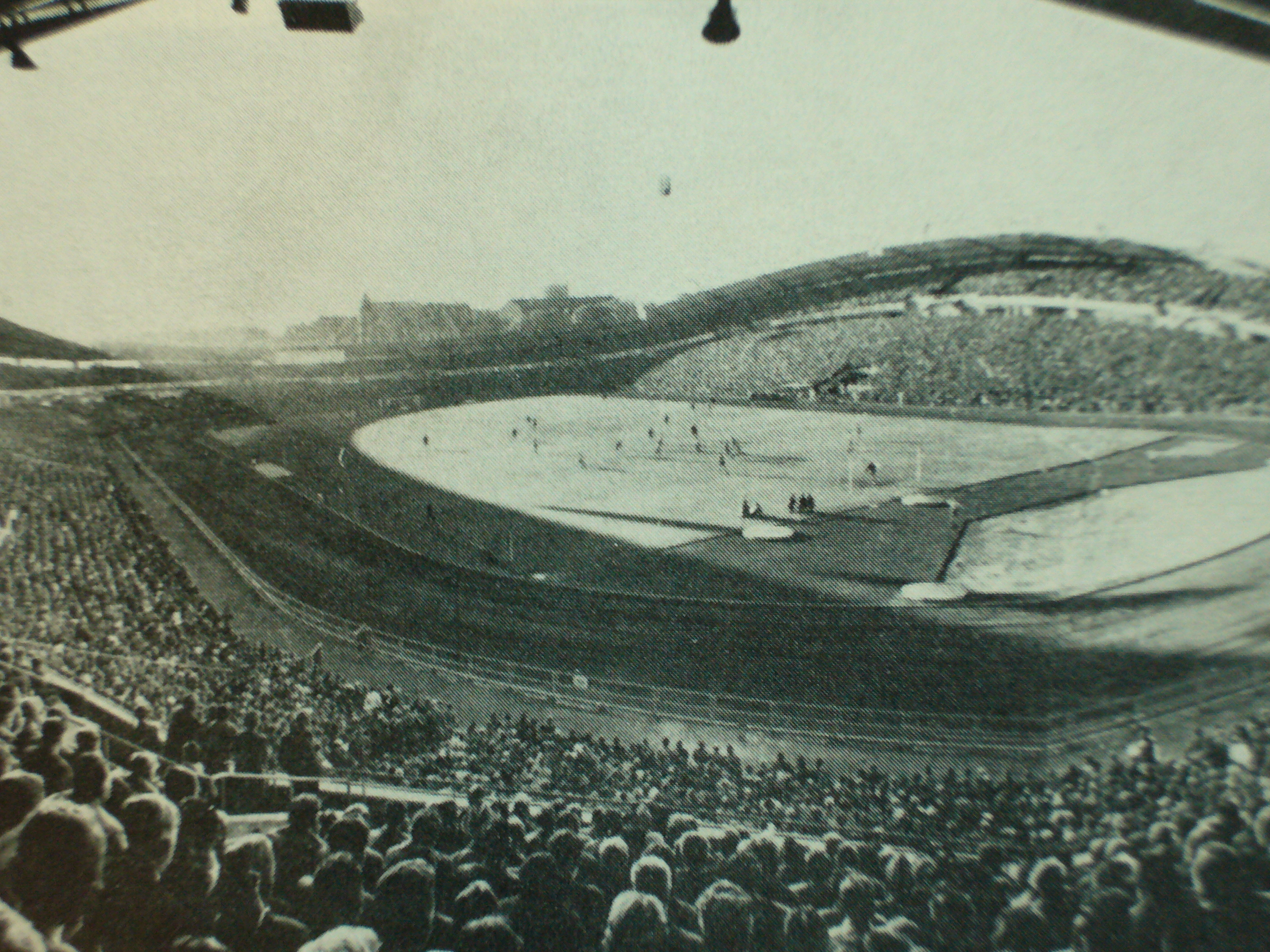
52 192 åskådare såg den allsvenska matchen 3 juni 1959 mellan IFK och ÖIS.

| Datum             | Evenemang                       | Evenemang                          | Publik    |
| ----------------- | ------------------------------- | ---------------------------------- | --------- |
| 16 juli 2012      | Ungdomsfotboll                  | Gothia Cup-invigning               | 58 000    |
| 14 september 1958 | Boxning                         | Ingemar Johansson vs Eddie Machen  | 53 614    |
| 3 juni 1959       | Fotboll                         | IFK Göteborg-Örgryte IS            | 52 194    |
| 16 juli 2007      | Ungdomsfotboll                  | Gothia Cup-invigning               | 52 000    |
| 24 juni 1958      | VM-semifinal                    | Sverige - Västtyskland             | ca 51 500 |
| 20 maj 1976       | Fotboll Div. II                 | GAIS-IFK Göteborg \|               | 50 374    |
| 1982              | Kvartsfinal UEFA-cupen          | IFK Göteborg - Valencia CF         | 50 108    |
| 1977              | Fotboll                         | IFK Göteborg - IF Elfsborg         | 48 296    |
| 8 augusti 2012    | Fotboll (försäsongsmatch)       | FC Barcelona - Manchester United   | 47 141    |
| 1958              | Kval till Allsvenskan           | Örgryte IS - Landskrona BoIS       | 46 405    |
| 1975              | Kval till Allsvenskan           | IFK Göteborg - Kalmar FF           | 45 941    |
| 10 september 2002 | Fotboll efter ombyggnaden       | IFK Göteborg - Örgryte IS          | 42 386    |
| 28 oktober 2007   | Allsvenskan                     | IFK Göteborg - Trelleborg FF       | 41 171    |
| 6 september 1974  | Speedway                        | VM-final                           | 38 390    |
| 14 augusti 1988   | Amerikansk fotboll              | Minnesota Vikings vs Chicago Bears | 33 150    |
| 1 april 2017      | Allsvenskan Fotboll             | IFK Göteborg-Malmö FF              | 32 129    |
| 28 december 2009  | Elitserien i ishockey 2009/2010 | Frölunda HC-Färjestads BK          | > 31 144  |
| 2002              | Ungdomsfotboll                  | Gothia Cup-finaler                 | 28 710    |
| 31 augusti 1990   | Motocross                       | Ullevi Supercross                  | 26 743    |

### Publiksiffror över fler tillfällen
| Datum               | Evenemang       | Evenemang   | Publik            |
| ------------------- | --------------- | ----------- | ----------------- |
| 13-14 februari 1971 | Skridsko        | VM          | 69 559 två dagar  |
| 4-5 september 2004  | Friidrott       | Finnkampen  | 51 567 två dagar  |
| 9 juni 2007         | Monstertrucking | Monster Jam | 50 000 två shower |

## Kommunikationer
Det finns två spårvagnshållplatser nära Ullevi, kallade Ullevi Norra och Ullevi Södra. Det finns ett parkeringsgarage under arenan.

## Bilder

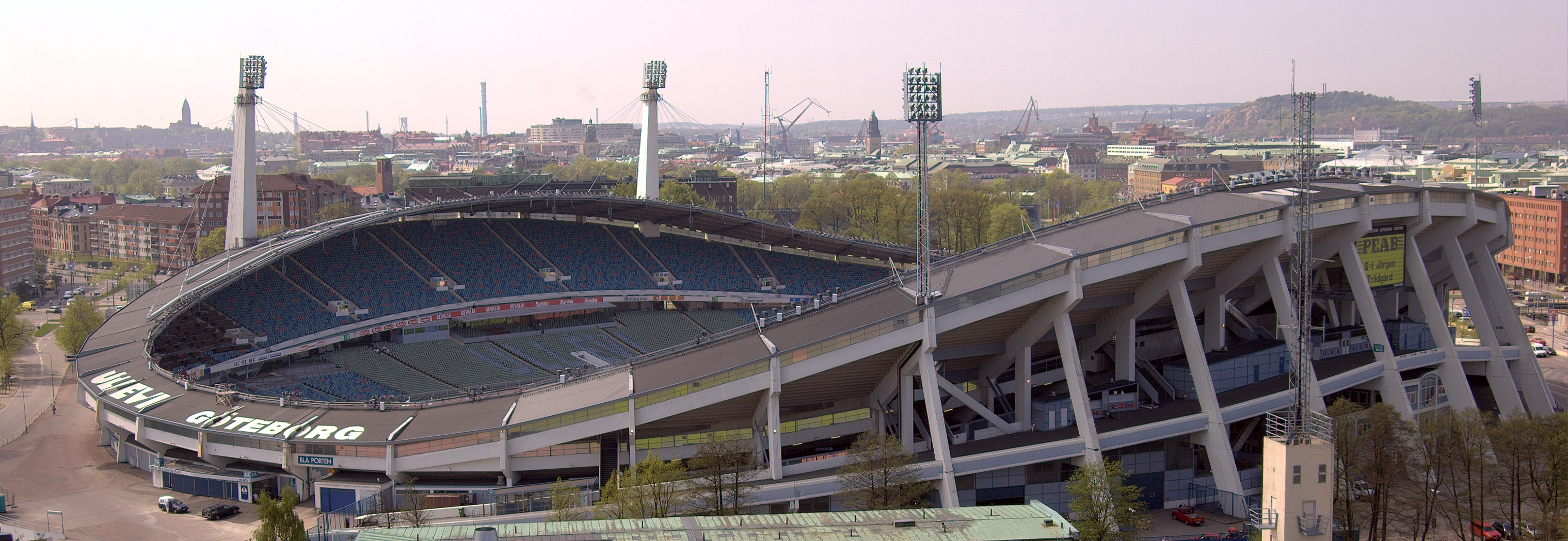
Ullevi
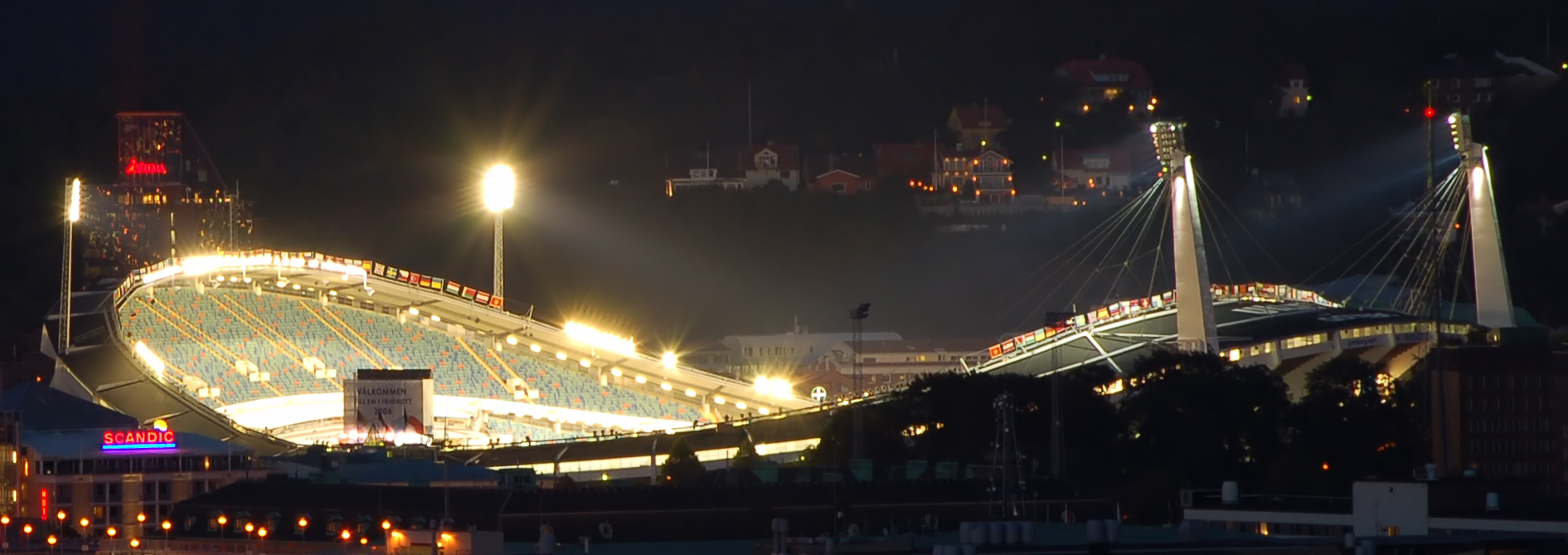
Ullevi
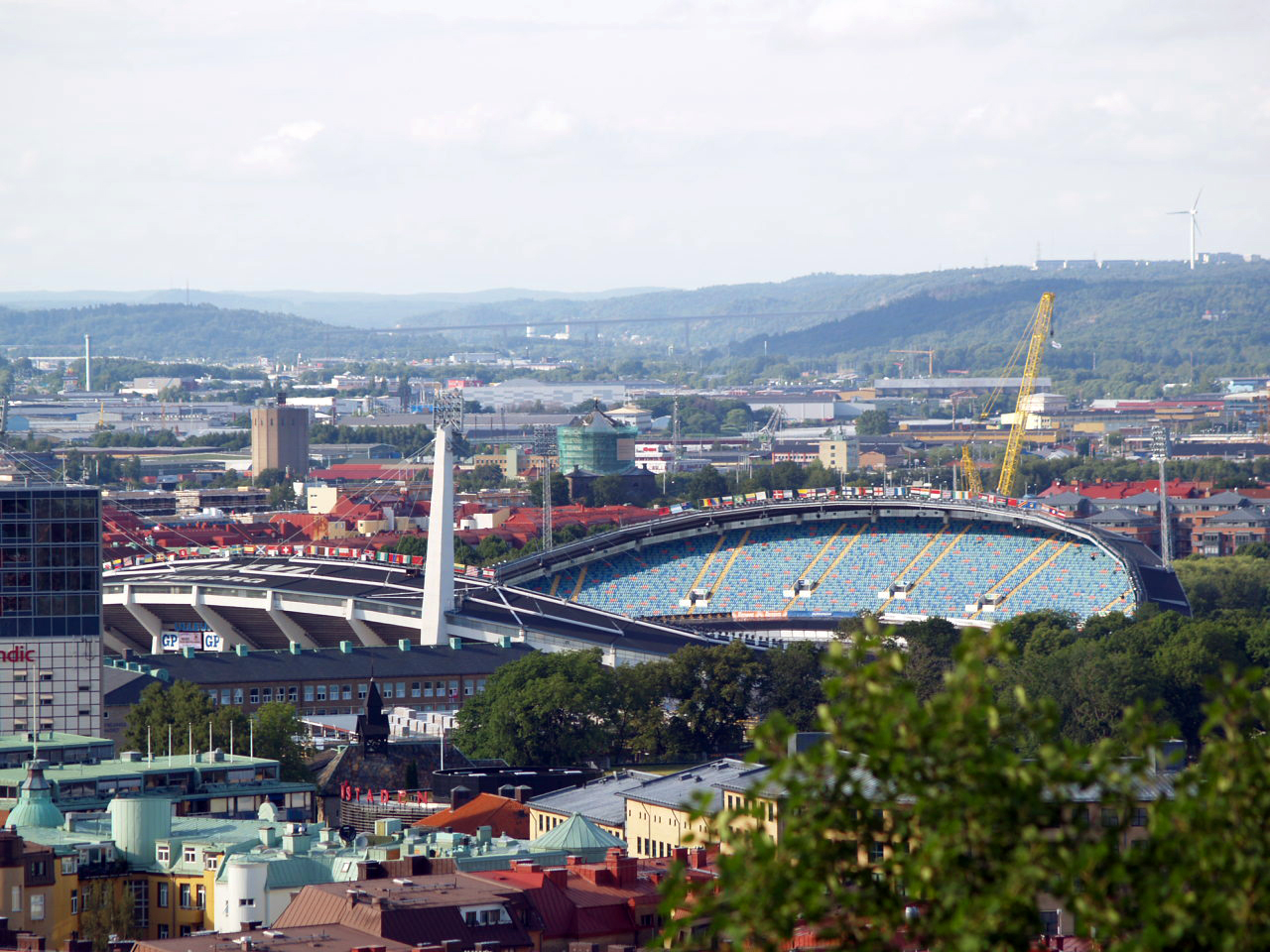
Ullevi (vy från Överåsbergen)
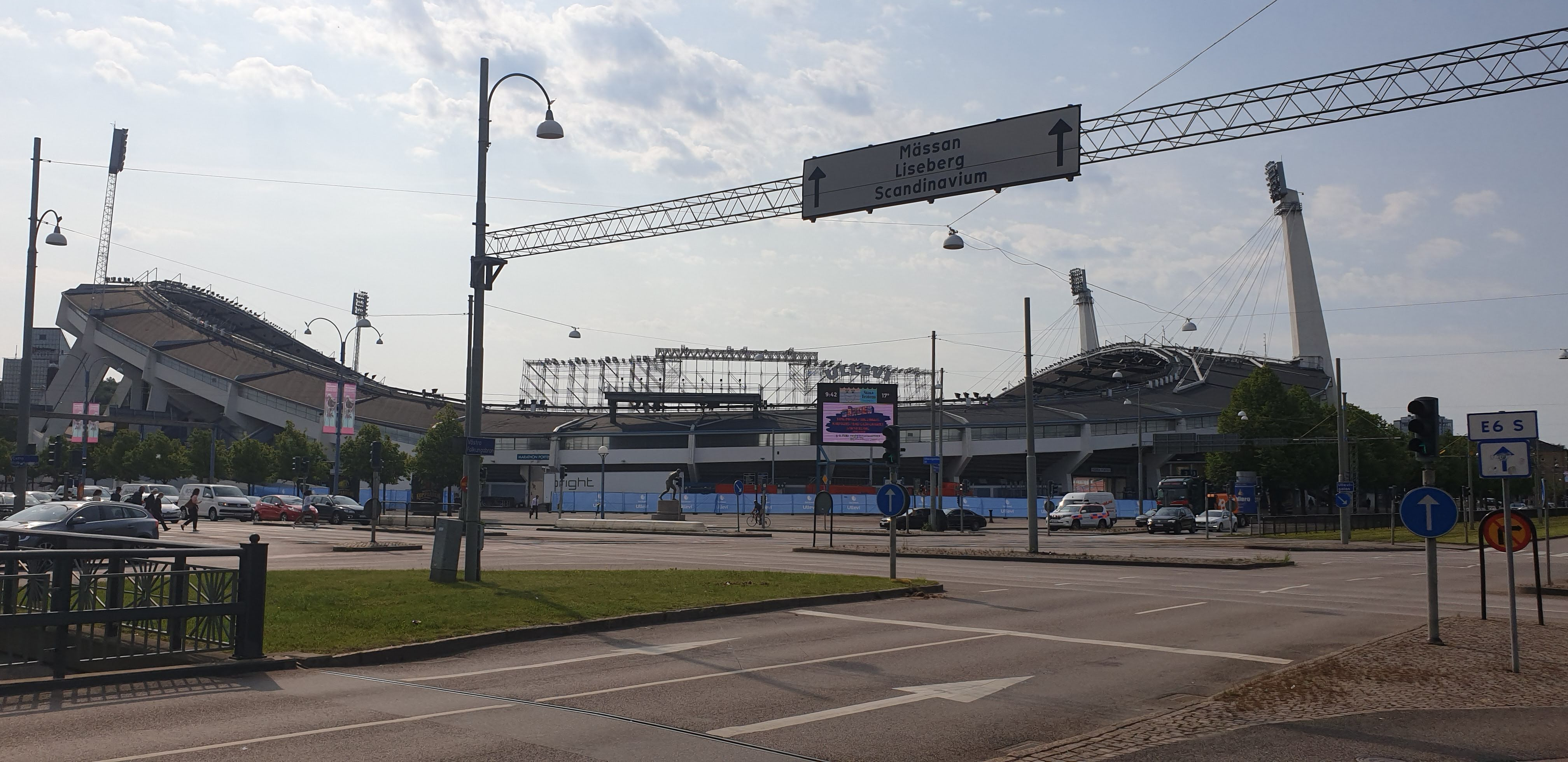
Ullevi i juni 2019